# CAMECA
CAMECA é uma fábrica fundada em 1929 na França. Produz instrumentos científicos avançados para universidades, centros de pesquisa públicos e empresas privadas de alta tecnologia. A CAMECA notabilizou-se na década de 1960 pela criação do SIMS - Espectrômetro de Massa por Íons Secundários. Alguns anos antes, em 1958, já havia desenvolvido a primeira microssonda eletrônica comercial. Alguns de seus clientes de renome são NASA, NIST, Escola de Medicina de Harvard, Instituto de Tecnologia de Massachusetts (MIT), Instituto de Tecnologia da Califórnia (Caltech), Instituto Max Planck, Instituto Curie, Universidade de Rouen, Instituto de Tecnologia de Tokyo, Universidade Federal do Rio Grande do Sul, Comisión Nacional de Energía Atómica, as empresas Samsung, Sony, IBM, Intel e Nippon Steel. Entre as aplicações mais tradicionais, destacam-se micro e nanoanálise em materiais, metalurgia, nanotecnologia, geociências, mineralogia, filmes finos, semicondutores, física nuclear, cosmoquímica, biociências, biologia celular, microbiologia, etc.
A fábrica matriz situa-se hoje em Gennevilliers, um distrito dos arredores de Paris, onde são produzidos os SIMS, as Microssondas Eletrônicas (EPMA) e os Espectrômetros de Emissão de Raios-X Induzidos por Elétrons a Baixa Energia (LEXES). A outra fábrica da CAMECA situa-se nos Estados Unidos, Madison-WI, onde são produzidos os atom probes.

## História
A empresa foi fundada como uma subsidiária da Compagnie Générale de la Télégraphie Sans Fil  (CSF) em 1929. Inicialmente desenvolvia projetores para grandes telas de cinema.
Após a Segunda Guerra Mundial, estimulada por Maurice Ponte, diretor da CSF e futuro membro da Academia Francesa de Ciências, a empresa passou a produzir outros instrumentos científicos em parceria com laboratórios de universidades europeias, entre eles: o Espectrômetro por arco elétrico no início da década de 1950, a Microssonda de Castaing a partir 1958, que deu origem à hoje conhecida Microssonda Eletrônica; e o Espectrômetro de Massa por Íons Secundários (SIMS) com início em 1968. Ainda na década de 50, a fábrica da CAMECA fixou endereço em Courbevoie, boulevard Saint-Denis, onde permaneceu por mais de cinquenta anos. Com o avanço tecnológico dos SIMS, o espectrômetro por arco elétrico foi inevitavelmente descontinuado no final da década de 1950. Os novos modelos de SIMS alcançaram limites de detecção e resolução em massa consideravelmente maiores, a ponto de tornar obsoleto o espectrômetro por arco elétrico. Nos 50 anos seguintes, a tecnologia SIMS evoluiu consideravelmente e permanece até os dias de hoje.
O nome CAMECA foi criado em 1954 e significa Compagnie des Applications Mécaniques et Electroniques au Cinéma et à l'Atomistique. A fabricação de projetores de cinema foi encerrada em 1960, quando a CAMECA introduziu no mercado os primeiros Scopitones.
A partir de 1977, com o lançamento do SIMS modelo IMS 3f, a CAMECA obteve virtualmente o monopólio na fabricação de SIMS de setor magnético, e prosseguiu com produções e inovações também nas microssondas eletrônicas. A indústria de semicondutores tornou-se importante alvo para SIMS. No final do século XX, a CAMECA iniciou uma quarta linha de equipamentos. A comunidade científica dos países lusófonos mantém tradicionalmente o nome na língua inglesa: atom probe, também conhecido como "3D atom probe". Ainda não se consagrou um nome na língua portuguesa, mas traduzido literalmente, seria "sonda atômica", ou "Tomógrafo por Sonda Atômica" (TAP).
Em 1987, a CAMECA deixou o grupo Thomson-CSF e iniciou uma operação liderada por seus administradores e empregados, com o objetivo de abrir-se a ofertas de empresas investidoras. Após o ano 2000, passou por diversos acionistas, até que em 2007 foi adquirida pelo grupo estadunidense AMETEK, que por sua vez, optou por manter na fábrica e nos equipamentos, o nome da consagrada marca CAMECA. Anos antes, a CAMECA era uma das três empresas que concorriam na tecnologia atom probe, assim como IMAGO Scientific Instruments, dos Estados Unidos, e Oxford Nanosciences, do Reino Unido. Em 2007, IMAGO comprou Oxford Nanosciences, e em 2010, AMETEK adquiriu IMAGO. Consequentemente, todos os equipamentos antes comercializados com o nome IMAGO passaram a ser CAMECA. Desta maneira, as três fabricantes de atom probes, antes competidoras, unificaram-se em uma empresa, tornando-se a única fabricante mundial desta tecnologia.
Voltando a 1975, vemos um momento especial na história da companhia. Em menos de 2 anos, foram criadas subsidiárias da CAMECA nos Estados Unidos, no Japão, na Coreia, em Taiwan e na Alemanha. Estas tornaram-se responsáveis por atividades comerciais e de manutenção, empregando algumas dezenas de novos funcionários. Em 2013, a CAMECA sob o auspício administrativo da AMETEK Inc., chegou a 11 países com escritórios próprios, além de representantes em 35 países e equipamentos instalados em mais de 40. No Brasil, a CAMECA tem base própria junto à AMETEK do Brasil Ltda. na cidade de Indaiatuba - SP, situada a 10 minutos do Aeroporto Internacional de Viracopos. Esta sede detém a exclusividade comercial da CAMECA em todos os países das Américas do Sul e Central.

## A empresa em 2011
De acordo com a página da empresa na internet em 2011, seus negócios podem ser divididos em dois diferentes mercados: instrumentos científicos dedicados a pesquisas, e metrologia para indústrias de semicondutores. Este último é direcionado à fabricação de dispositivos em salas estéreis, com uma versão da sonda eletrônica de Castaing totalmente dedicada à técnica LEXES, desenvolvida no início do século XXI.